# تاچی‌آرای، فوکوئوکا
تاچی‌آرای، فوکوئوکا (به لاتین: Tachiarai, Fukuoka) یک منطقهٔ مسکونی در ژاپن است که در استان فوکوئوکا واقع شده است. تاچی‌آرای ۱۵٬۴۳۳ نفر جمعیت دارد.